# ملکه باکره (فیلم ۱۹۲۳)
«الیزابت یکم» (انگلیسی: The Virgin Queen (1923 film)) فیلمی در ژانر زندگینامه‌ای به کارگردانی جیمز استوارت بلکتون است که در سال ۱۹۲۳ منتشر شد. از بازیگران آن می‌توان به کارلیل بلکول اشاره کرد.